# Фрикке, Фридрих Вильгельм
Фридрих Вильгельм Фрикке (4 декабря 1810, Брауншвейг — 28 марта 1891, Висбаден) — германский писатель-педагог.

## Биография
Фридрих Вильгельм Фрикке родился 4 декабря 1810 года в городе Брауншвейге. С 1833 по 1837 год учился в Гёттингенском университете. 
В 1837 году основал школу по системе Гербарта, с 1841 по 1852 год был директором школы в Менхенгладбахе; в 1852—1854 годах в целях поправки здоровья жил во Франции и в Бельгии, с 1854 года поселился в Висбадене, где был ректором высшего женского училища и воспитателем герцогской семьи, впоследствии занимаясь подбором педагогического персонала для этой семьи. 
В 1870 году ушёл в отставку и удалился в своё имение Маебрун близ Бамберга, но в 1875 году продал его и вернулся в Висбаден.
Главные работы: «Deklamatorik» (Майнц, 1862, 2 части); «Weltgeschichte in Gedichten» (1862); «Sittenlehre» (Гера, 1872); «Die Ueberbürdung der Schuljugend» (Берлин, 1882); «Prinzessin Ilse» (Штутгарт, 1883). Наиболее известное сочинение — «Erziehungs- u. Unterrichtslehre» (Мангейм, 1882). В 1876 году Фрикке, будучи сторонником фонетической орфографии, основал «Verein für vereinfachte deutsche Rechtschreibung» и издавал орган союза: «Reform»; в 1885 году учредил ферейн для распространения латинского шрифта.
Фридрих Вильгельм Фрикке умер 28 марта 1891 года в городе Висбадене.